# Mount Farrell
Mount Farrell är ett berg i Antarktis. Det ligger i Västantarktis. Chile gör anspråk på området. Toppen på Mount Farrell är 2 600 meter över havet.
Terrängen runt Mount Farrell är bergig åt nordost, men åt sydväst är den kuperad. Trakten är obefolkad. Det finns inga samhällen i närheten.